# Wild Volley Grottazzolina
Il Wild Volley Grottazzolina è stata una società pallavolistica maschile italiana con sede a Grottazzolina.

## Storia

La rosa della stagione 1999-2000

Il Wild Volley Grottazzolina viene fondato alla fine degli anni 70. Approda nel campionato di Serie A2 nella stagione 1996-97 e nella stagione successiva sfiora la promozione in Serie A1, venendo sconfitto nella serie finale dei play-off promozione dalla Pallavolo Falconara. Nel campionato 1999-00 è ancora una volta ad un passo dalla promozione nella massima divisione, questa volta sconfitta sempre in finale dal Volley Forlì, squadra ultima classificata nella Serie A1 1999-00: nella stessa annata il club di Grottazzolina raggiunge anche la semifinale nella Coppa Italia di Serie A2, massimo risultato nella competizione.
Nelle quattro stagioni successive la squadra marchigiana si posiziona a metà classifica, non riuscendo più a raggiungere i play-off promozione: nell'annata 2004-05, a seguito del quindicesimo posto, retrocede in Serie B1.
Per tre campionati di fila milita nella terza divisione nazionale, stazionando sempre nelle posizioni di bassa classifica, fino a quando nella stagione 2007-08 retrocede in Serie B2: tuttavia alla fine del campionato la società termina le proprie attività, in quanto, fondendosi con il Montegiorgio Volley, prende il via un nuovo progetto chiamato M&G Scuola Pallavolo.